# Port of Morrow
Port of Morrow ist das fünfte Album der US-amerikanischen Indie-Band  The Shins. Das Album wurde in Los Angeles und Portland im Verlaufe des Jahres 2011 aufgenommen. James Mercer übernahm das Songwriting und den Gesang. Produziert wurde es von Greg Kurstin. Abgemischt hat es Rich Costey.

## Titelliste
Alle Lieder wurden von James Mercer geschrieben und komponiert.
1. The Rifle’s Spiral – 3:30
2. Simple Song – 4:15
3. It’s Only Life – 4:02
4. Bait and Switch – 3:23
5. September – 3:33
6. No Way Down – 3:16
7. For a Fool – 3:57
8. Fall of ’82 – 3:48
9. 40 Mark Strasse – 4:39
10. Port of Morrow – 5:50

## Charts und Rezeption
Im deutschsprachigen Raum erreichte das Album die Top 40 (Deutschland: Platz 33; Österreich: Platz 35 und Schweiz: Platz 33) und hielt sich eine Woche in den Charts. Im Vereinigten Königreich steig Port of Morrow bis auf Platz 11 und war zwei Wochen in den Charts vertreten, während es in den Vereinigten Staaten Platz 3 erreichte. Ebenfalls in den Top 10 platzierte sich das Album in Norwegen auf Platz 9 und in Australien auf Platz 4. Des Weiteren platzierte sich Port of Morrow in den Niederlanden auf Platz 20, in Belgien auf Platz 24, in Schweden auf Platz 35, in Dänemark auf Platz 25, in Spanien auf Platz 48 und in Neuseeland auf Platz 17.
Heather Phares von Allmusic vergab für das Album 3,5 von 5 Sternen. Das Album klinge zwar nicht so, wie man es von den Shins gewohnt sei, dennoch seien die meisten Songs verlockend genug, um die meisten Fans zufrieden zu stellen. Erich Renz von laut.de kritisiert, dass vieles auf dem Album „entweder zu sehr aufpoliert oder […] absolut matt“ sei. Anders sieht dies Larry Fitzmaurice von Pitchfork. Für ihn ist das Album die triumphale Rückkehr eines musikalischen Projekts, das früher dem Risiko ausgesetzt war, aus der Indie-Ecke in den Mainstream abzudriften. Doch mit Port of Morrow stelle Mercer alles in den Schatten, was er bisher mit den Shins musikalisch geschaffen hatte.